# 锯截异缘蚤
锯截异缘蚤（学名：Peracantha truncata）为盘肠蚤科异缘蚤属的动物。分布于亚洲、欧洲、北美洲以及中国大陆的黑龙江、新疆等地，属于嗜寒性种类。其多栖息于静水湖泊的沿岸区或池塘等小型水域中。